# Kathode
Eine Kathode [kaˈtoːdə] (von altgriechisch κάθοδος káthodos „Rückweg“, wörtlich „Weg nach unten“), auch Katode, ist eine Elektrode, durch die Elektronen einem Raum, meist einem Bauteil, zugeführt werden. In dem Raum kann ein Vakuum (s. Elektronenröhre), ein Gas (s. Gasentladungsröhre), ein Plasma oder ein Elektrolyt vorliegen. Entsprechend der Definition können an einer Kathode Reduktionsreaktionen ablaufen, z. B. positive Ionen (Kationen) entladen werden.
Die Kathode ist die Gegenelektrode zur Anode. Befinden sich Ionen oder freie Elektronen zwischen diesen Elektroden, so wandern bei Stromdurchgang die Kationen zur Kathode, die Anionen oder freien Elektronen zur Anode.
Entsprechend der elektrischen Polarität zwischen den Elektroden wird einer Kathode dabei entweder der Pluspol (+) oder der Minuspol (−) zugeordnet:
- bei freiwillig ablaufenden Redoxreaktionen, wie dem Entladevorgang von Batterien oder Akkumulatoren, ist die Kathode die positive Elektrode;
- bei einer durch angelegte Spannung erzwungenen Redoxreaktion, wie der Elektrolyse oder dem Aufladen wiederaufladbarer Batterien (Akkumulatoren), ist die Kathode die negativ polarisierte Elektrode.

## Chemie

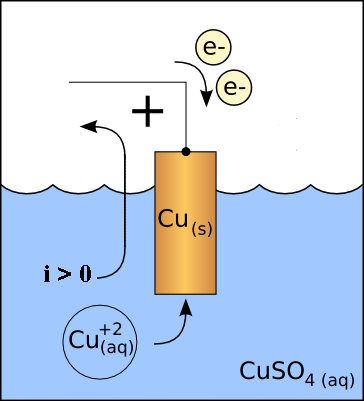
Halbzelle einer galvanischen Zelle mit einer Kathode aus elementarem Kupfer. In der wässrigen Phase liegt gelöstes Kupfersulfat vor. i zeigt die technische Stromrichtung

In der Chemie ist eine Kathode die Elektrode, an der eine Reduktionsreaktion stattfindet. Elektronen werden über einen elektrischen Leiter zugeführt und über diese Elektrode an die chemischen Reaktionspartner abgegeben. Die elektrochemische Reaktion findet immer an der Phasengrenze zwischen der Elektrode und dem Elektrolyt statt. Der Elektrolyt kann eine Lösung, ein ionenleitender Feststoff oder eine elektrolytische Schmelze sein.
Beispiele für Kathodenreaktionen:
Abscheidung von elementarem Kupfer als Teilreaktion in einem Daniell-Element:
Freisetzung von gasförmigem Wasserstoff als Teilreaktion der Wasserelektrolyse:

## Elektrotechnik

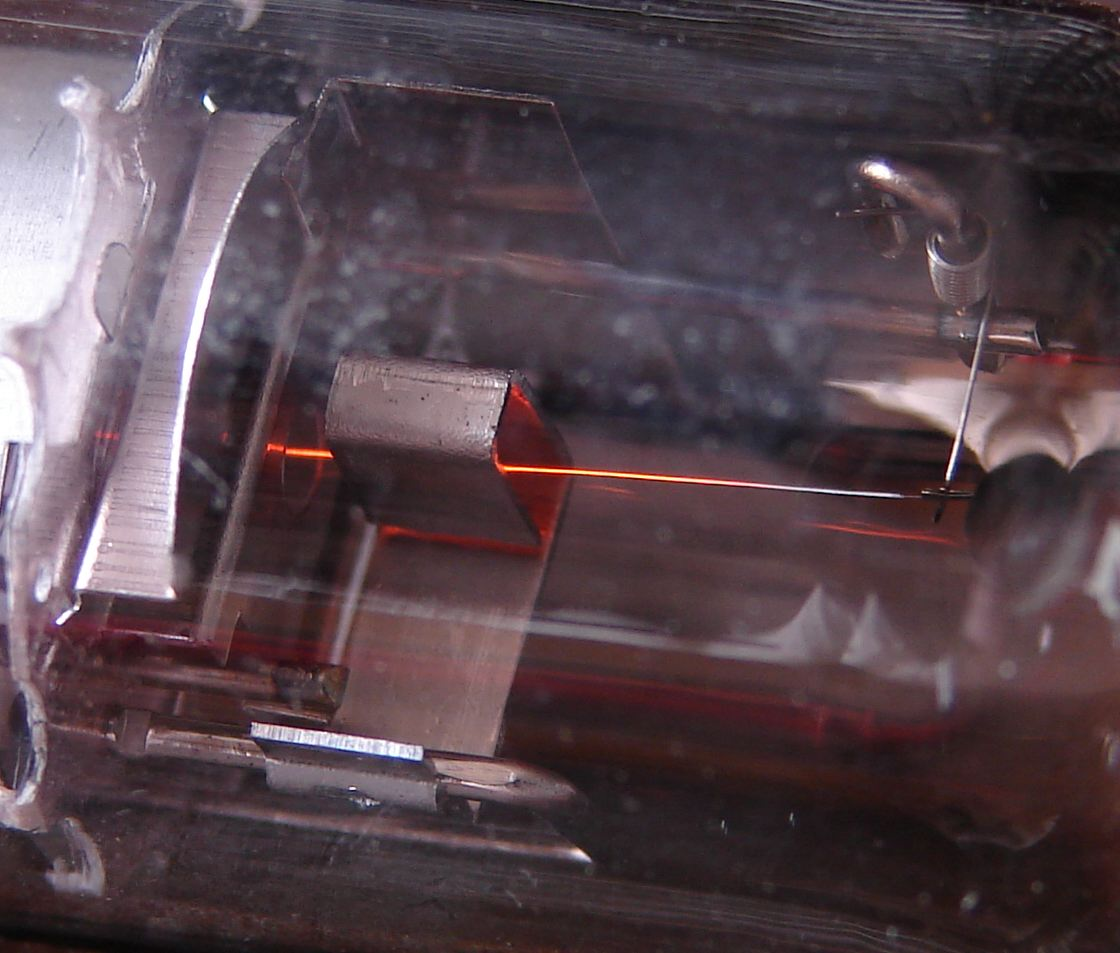
Kathode (glühender Draht) in einer Elektronenröhre

In der Elektrotechnik ist die Kathode eine Elektrode einer Elektronenstrahlröhre, Leuchtstofflampe (mit dem Spezialfall Kaltkathodenlampe), Diode, Brennstoffzelle, Bleiakkumulator und so weiter.
Dabei ist die Kathode die Elektrode, an der Elektronen in das umgebende Medium (Elektrolyt, Vakuum, Silizium) übergehen. Elektronen bewegen sich im betrachteten Bauelement von der Kathode zur Anode, um dann durch den außen liegenden elektrischen Stromkreis von der Anode zur Kathode zu fließen. Da sich die Bezugsrichtung für den Stromfluss auf positive Ladungsträger bezieht und damit der Bewegungsrichtung von Elektronen entgegengerichtet ist, fließt also der Strom im äußeren Stromkreis von der Kathode zur Anode. Innerhalb des betrachteten Bauteils fließt der Strom von der Anode zur Kathode; der Stromkreis ist geschlossen.
Diese Aussage hat nichts damit zu tun, ob das Potential der Anode höher oder niedriger als das Potential der Kathode ist (mit anderen Worten: ob die Spannung von Anode zu Kathode positiv oder negativ ist). Dafür gibt es die Begriffe Pluspol und Minuspol. Dabei ist das Potential des Pluspols immer höher als das Potential des Minuspols. Daher ist die Spannung vom Pluspol zum Minuspol immer größer als null. Damit geben Pluspol und Minuspol die Spannungsrichtung an, während Anode und Kathode mit der Stromrichtung einhergehen.
Bei Bauteilen, bei denen die Anode positive Spannung gegenüber der Kathode aufweist, wird elektrische Energie in eine andere Energieform (Wärme, chemische Energie, …) gewandelt, z. B. bei einer Diode, einer Kathodenstrahlröhre oder einem Akkumulator, der geladen wird.
Bei Bauteilen, bei denen die Anode negative Spannung gegenüber der Kathode aufweist, wird elektrische Energie auf Kosten einer anderen Energieform (z. B. chemischer Energie) an den äußeren elektrischen Stromkreis abgegeben, z. B. bei einer Brennstoffzelle oder einem Akkumulator, der entladen wird.
- Wenn eine angelegte Spannung die materialspezifische Austrittsarbeit der negativen Elektrode überschreitet, treten aus dem Material Elektronen aus (Feldemission); das Material wird an dieser Stelle zur Kathode.
- Die materialbestimmte Austrittsarbeit wird leichter aufgebracht, wenn man zusätzliche Energie zuführt – beispielsweise durch steigende Temperatur. Eine wichtige Anwendung dieses Effektes ist die Glühkathode (Glühemission) bei einer Verstärkerröhre.
- Wenn man zusätzliche Energie durch Bestrahlung mit Licht zuführt, spricht man von einer Photokathode (vergl. Photoeffekt).

### Weitere Anwendungen
Sehr aufwändige Kathoden findet man bei Anlagen zur Hochspannungs-Gleichstrom-Übertragung (HGÜ), zum Beispiel in Form von in der See verlegten riesigen Kupferringen wie bei der HGÜ Kontek zwischen Deutschland und Dänemark in der Ostsee nördlich von Rostock. Ebenso findet man sie in Galvanisierbetrieben oder auch in Akkumulatoren (z. B. Autobatterien) sowie im kathodischen Korrosionsschutz.